# Bulphan
Bulphan – wieś w Anglii, w Esseksie, w dystrykcie (unitary authority) Thurrock. W 2019 miejscowość liczyła 1028 mieszkańców. W 1931 roku civil parish liczyła 455 mieszkańców. Bulphan jest wspomniana w Domesday Book (1086) jako Bulgeuen.